# Cohors II Augusta Thracum

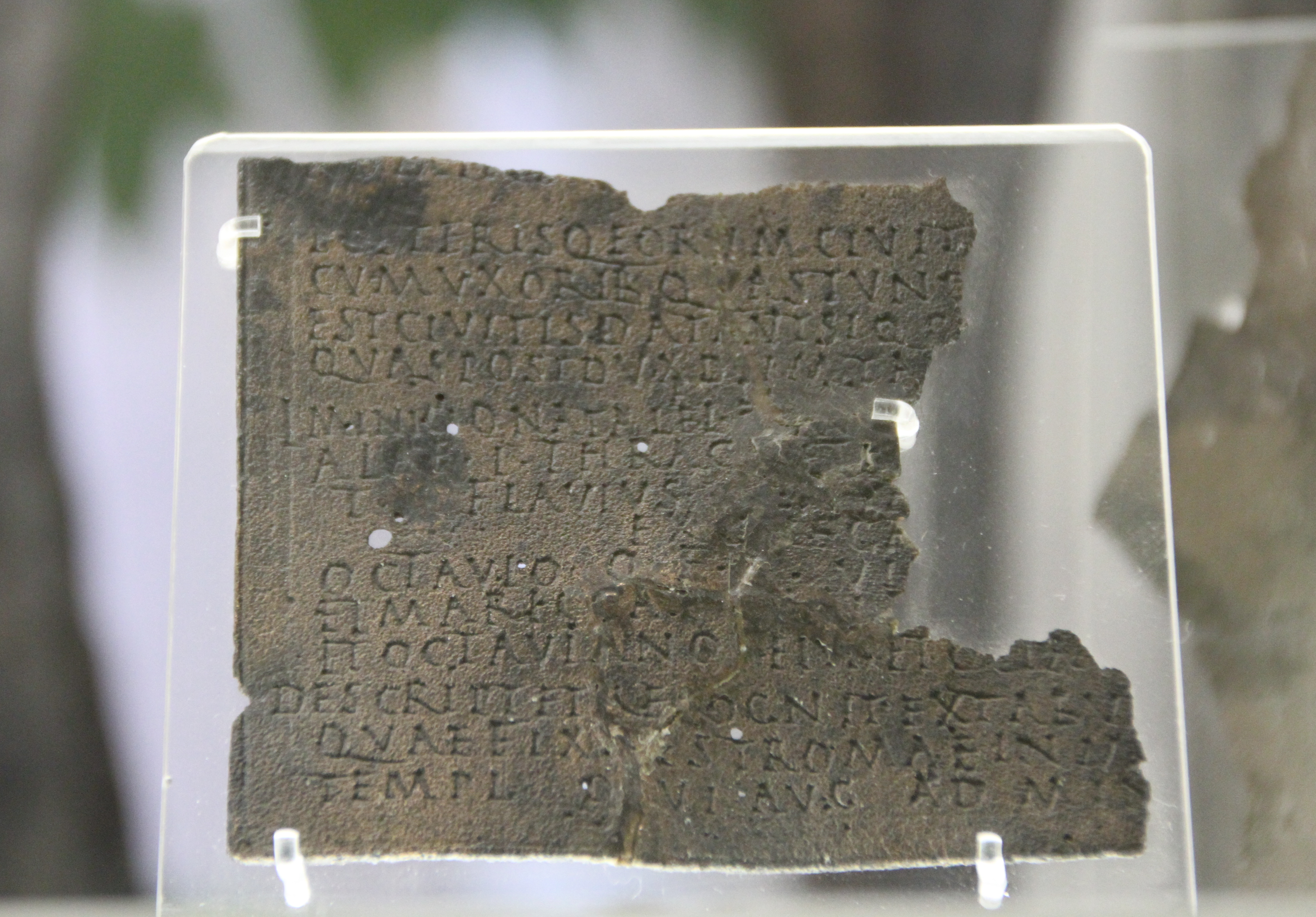
Das Militärdiplom von 139 n. Chr.

Die Cohors II Augusta Thracum [equitata] (deutsch 2. Kohorte die Augusteische der Thraker [teilberitten]) war eine römische Auxiliareinheit. Sie ist durch Militärdiplome und eine Inschrift belegt.

## Namensbestandteile
- Cohors: Die Kohorte war eine Infanterieeinheit der Auxiliartruppen in der römischen Armee.

- II: Die römische Zahl steht für die Ordnungszahl die zweite (lateinisch secunda). Daher wird der Name dieser Militäreinheit als Cohors secunda .. ausgesprochen.

- Augusta: die Augusteische. Die Ehrenbezeichnung bezieht sich auf Augustus.

- Thracum: Die Soldaten der Kohorte wurden bei Aufstellung der Einheit aus dem Volk der Thraker auf dem Gebiet der römischen Provinz Thrakien rekrutiert.

- equitata: teilberitten. Die Einheit war ein gemischter Verband aus Infanterie und Kavallerie. Der Zusatz kommt in einer Inschrift[1] vor.

Da es keine Hinweise auf den Namenszusatz milliaria (1000 Mann) gibt, war die Einheit eine Cohors quingenaria equitata. Die Sollstärke der Kohorte lag bei 600 Mann (480 Mann Infanterie und 120 Reiter), bestehend aus 6 Centurien Infanterie mit jeweils 80 Mann sowie 4 Turmae Kavallerie mit jeweils 30 Reitern.

## Geschichte
Die Kohorte war in den Provinzen Galatia et Cappadocia und Pannonia inferior (in dieser Reihenfolge) stationiert. Sie ist auf Militärdiplomen für die Jahre 99 bis 193 n. Chr. aufgeführt.
Der erste Nachweis der Einheit in Galatia et Cappadocia beruht auf einem Diplom, das auf 99 datiert ist. In den Diplomen wird die Kohorte als Teil der Truppen (siehe Römische Streitkräfte in Cappadocia) aufgeführt, die in der Provinz stationiert waren. Ein weiteres Diplom, das auf 101 datiert ist, belegt die Einheit in derselben Provinz.
Möglicherweise wurde die Kohorte nach dem Partherkrieg Trajans durch seinen Nachfolger Hadrian um 123 nach Pannonia inferior verlegt. Der erste Nachweis der Einheit in der Provinz beruht auf einem Diplom, das auf 135 datiert ist. In dem Diplom wird die Kohorte als Teil der Truppen (siehe Römische Streitkräfte in Pannonia) aufgeführt, die in der Provinz stationiert waren. Weitere Diplome, die auf 139 bis 193 datiert sind, belegen die Einheit in derselben Provinz.
Der letzte Nachweis der Einheit beruht auf einer Inschrift, die auf 221/240 datiert wird.

## Standorte
Standorte der Kohorte sind nicht bekannt.

## Angehörige der Kohorte
Folgende Angehörige der Kohorte sind bekannt.

### Kommandeure
| - Furius Hilarianus: er wird auf einem Diplom von 162 als Kommandeur genannt. - Lucius Sempronius Honoratus: er wird auf dem Diplom von 152 als Kommandeur genannt. | - T(itus) Caesius Anthianus, ein Präfekt (AE 1908, 206) - L(ucius) Bruttius Celer, ein Präfekt (CIL 10, 6100) |

### Sonstige
| - Iulius, ein Fußsoldat: ein Diplom von 162 (ZPE-173-223) wurde für ihn ausgestellt. | - Leccaius, ein Fußsoldat: das Diplom von 152 wurde für ihn ausgestellt. |